# تان (شهرستان بلاگووارسکی، باشقیرستان)
تان (انگلیسی: Tan, Blagovarsky District, Republic of Bashkortostan) یک شهرک در شهرستان بلاگووارسکی باشقیرستان کشور روسیه است.